# Смілочка
Смілочка (Heliosperma) — рід квіткових рослин із родини гвоздикових (Caryophyllaceae), містить 10 видів. Він тісно пов'язаний з великим родом Silene, але його представників можна відрізнити від Silene за гребенем довгих сосочків на насінні. Більшість видів є вузькими ендеміками Балканського півострова, але загалом рід поширений у Європі від Іспанії до України. Як і члени роду Silene та інших споріднених родів, Heliosperma зазнає атаки видів мікроботріумового гриба, який викликає сажку. У цьому роду повідомлялося про випадки паралельних подій дивергенції між альпійськими та гірськими популяціями.

## Види
- Heliosperma alpestre (Jacq.) Rchb.
- Heliosperma intonsum (Greuter & Melzh.) Niketić & Stevan.
- Heliosperma macranthum Pančić
- Heliosperma malyi (H.Neumayer) Degen
- Heliosperma nikolicii (A.Seliger & Wraber) Niketić & Stevan.
- Heliosperma oliverae Niketić & Stevan.
- Heliosperma pusillum (Waldst. & Kit.) Rchb.
- Heliosperma retzdorffianum K.Malý
- Heliosperma tommasinii (Vis.) Vis.
- Heliosperma veselskyi Janka